# 仮面高血圧
仮面高血圧（かめんこうけつあつ、英語: masked hypertension）とは、診察室で医師が測定した血圧値は正常血圧であるのに、家庭や職場で自己測定した血圧値が高血圧となる場合をいう。診察室や病院では正常血圧とされるために本当の高血圧がマスクされるという意味で、仮面（をかぶった）高血圧」や「かくれ高血圧」とも呼ばれる。白衣高血圧とは正反対の概念である。また、逆白衣現象とも呼ばれている。

## 解説
仮面高血圧は、高血圧の指摘を受けたことがない未治療の人でみられる場合と、高血圧治療を受けているが降圧薬の持続時間が短いために生じる場合とがある。前者は、職場でストレスの多い中では高血圧（日中高血圧）となっているのに、健康診断ではストレスから解放されて正常血圧となってしまう、いわゆる職場高血圧がこれに属する。また、平均年齢45歳の米国労働者を対象にした調査で診察室血圧が正常であっても約16%（6人にひとり）は仮面高血圧であると報告されている。
| 血圧分類          | 診療室外血圧（家庭自己測定血圧）135/85                                                                           | 診療室外血圧（家庭自己測定血圧）135/85 | 診療室外血圧（家庭自己測定血圧）135/85 |
| ----------------- | --- | -------------------------------------- | -------------------------------------- |
| 血圧分類          | 診察室外血圧とは、平均家庭血圧もしくは、 ABPMによる平均覚醒時血圧135/85mmHg、 ABPMによる平均24時間血圧130/80mmHg |                                        |                                        |
| 診療室血圧 140/90 | 診療室血圧 140/90                                                                                                | 白衣高血圧 （診療室血圧が高い）        | 高血圧 （共に高い）                    |
| 診療室血圧 140/90 | 診療室血圧 140/90                                                                                                | 正常血圧 （共に正常）                  | 仮面高血圧 （診療室外血圧が高い）      |

仮面高血圧は以下の様に分けることもある。
1. 早朝高血圧型
  - 睡眠中血圧値は日中と比べ20%程度低下するが、起床後に高血圧を記録し徐々に低下。
  - 日中の血圧値は正常で、睡眠の血圧降下度が日中と比べ20%を超え、過度に低下。
2. 夜間高血圧型
  - 睡眠中の血圧降下が無く、逆に上昇する。
  - 睡眠中の血圧値が日中と比べ10%程度しか下降せず高いまま早朝まで持続する[4]、睡眠時無呼吸症候群の人に多いとされる[5]。
3. 職場高血圧型（日中高血圧）
  - 睡眠中の血圧降下は正常で、日中の様々なストレスにより血圧値が上昇するが、診察室内では正常値まで降下する。

## 健康リスク
仮面高血圧患者は未治療者の10〜15%、治療中高血圧患者の20〜25%に存在すると報告されている。その心血管リスクは正常血圧より2〜3倍高い。正常血圧者に比べて約3倍脳卒中や心筋梗塞を発症しすいとの報告がある。